# Joseph W. Eaton
Joseph W. Eaton (geboren als Josef Wechsler 28. September 1919 in Nürnberg; gestorben  15. Oktober 2012 in Pittsburgh) war ein US-amerikanischer Soziologe deutscher Herkunft.

## Leben
Josef Wechsler war ein Sohn des Kleinunternehmers Jakob Wechsler und der Flora Goldschmidt, er hatte drei Geschwister, denen die Flucht vor der deutschen Judenverfolgung gelang, seine Eltern hingegen wurden Opfer des Holocaust. Er selbst wurde nach der Machtergreifung der Nationalsozialisten 1933 von der Schule verwiesen und 1934 von seinen Eltern mit Unterstützung der German Jewish Children’s Aid in die USA geschickt.
Wechsler besuchte das City College of New York und studierte ab 1937 an der Cornell University. Nach dem B.A. ging er 1940 an die University of Chicago und 1941 an die Columbia University. Er erhielt die amerikanische Staatsbürgerschaft und nannte sich fortan nach seinen Pflegeeltern Eaton. Er wurde 1942 Soldat der US Army und wurde als Leutnant in einer Einheit der Psychologischen Kriegsführung auf dem europäischen Kriegsschauplatz eingesetzt. Nach Kriegsende war er 1945 in der Amerikanischen Besatzungszone Herausgeber der Regensburger Post. Nach seiner Rückkehr wurde er 1948 mit einer agrarsoziologischen Dissertation an der Columbia University promoviert. Eaton heiratete 1948 die Sprachtherapeutin Helen Fay Goodman, sie hatten vier Kinder.
Eaton lehrte ab 1951 als Instructor und dann als Assistant Professor an der Wayne State University. Angestoßen durch Beratungsaufträge des California Department of Corrections and Rehabilitation spezialisierte er sich ab 1956 auf Untersuchungen zur Delinquenz und zum Strafvollzug, daneben war er als Gastprofessor an der University of California, Los Angeles tätig. Eaton wurde schließlich 1960 Professor für Gesundheitswesen und Sozialarbeit an der University of Pittsburgh. Er wurde 1989 emeritiert. Eaton forschte zur Geschichte der Familie Wechsler und anderer jüdischer Vorfahren in Deutschland und benannte sein Manuskript Foot Soldiers of History: History of a Jewish-German Family 1750 – 2010.

## Schriften (Auswahl)

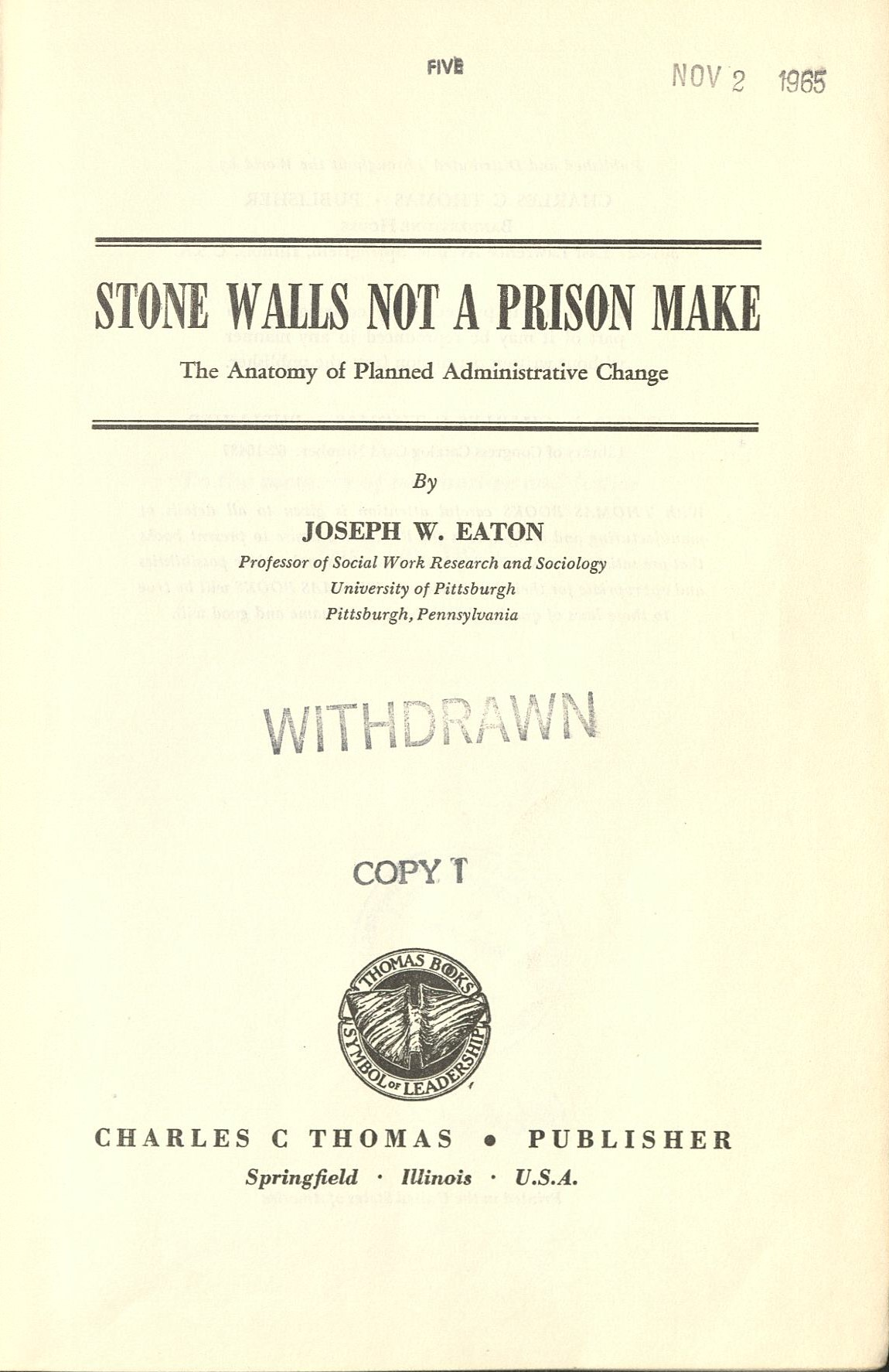
Stone walls not a prison make (1962)

- Exploring tomorrow's agriculture: co-operative group farming - a practical program of rural rehabilitation. New York: Harper & Brothers Publ., 1943
- Joseph W. Eaton, Robert J. Weil: Culture and mental disorders: a comparative study of the Hutterites and other populations. Glencoe, Ill.: The Free Pr., 1955
- Joseph W. Eaton, Kenneth Polk: Measuring delinquency : a study of Probation Department referrals. Welfare Planning Council, Los Angeles Region. Pittsburgh: Univ. of Pittsburgh Pr., 1961
- Stone walls not a prison make : the anatomy of planned administrative change. Springfield: Thomas, 1962
- Prisons in Israel : a study of policy innovation. Vorwort Chaim Cohn. Pittsburgh, Pa. : Univ. of Pittsburgh Pr., 1964
- Influencing the youth culture: a study of youth organizations in Israel. Beverly Hills: Sage Publ., 1970
- Institution building and development: from concepts to application. Beverly Hills: Sage Publ., 1972
- Joseph W Eaton, David Eaton: The American Title Insurance Industry: How a Cartel Fleeces the American Consumer. New York University Press, 2007